# Reeves-Plateau
Das Reeves-Plateau ist eine 13 km lange und 6 km breite Hochebene in der antarktischen Ross Dependency. Das Plateau liegt nördlich des Bowling-Green-Plateaus und westlich der Reeves Bluffs in den Cook Mountains. Es steigt von 1400 m Höhe nach Osten auf bis zu 1400 m nahe den Reef Bluffs an.
Das Advisory Committee on Antarctic Names benannte das Plateau im Jahr 2000 in Anlehnung an die Benennung der Reeves Bluffs. Deren Namensgeber ist Edward Ayearst Reeves (1862–1945), britischer Navigationsexperte und Verantwortlicher für Landkarten bei der Royal Geographical Society.